# Hyllus treleaveni
Hyllus treleaveni är en spindelart som beskrevs av Peckham, Peckham 1902. Hyllus treleaveni ingår i släktet Hyllus och familjen hoppspindlar. Inga underarter finns listade i Catalogue of Life.